# Île de Montréal
Die Île de Montréal (englisch Island of Montreal, deutsch Insel von Montreal) ist eine Insel im Südwesten der kanadischen Provinz Québec. Sie liegt im Sankt-Lorenz-Strom, östlich des Mündungsbereichs des Ottawa-Flusses. Mit einer Fläche von 499 km² ist sie mit Abstand die größte Insel des Hochelaga-Archipels. Auf ihr liegen die Millionenstadt Montreal sowie 14 der weiteren 15 Gemeinden der Agglomeration Montreal. Mit rund 1.900.000 Einwohnern ist die Île de Montréal die bevölkerungsreichste Insel Kanadas und die bevölkerungsreichste Binneninsel der Welt. Hier lebt rund ein Viertel der Bevölkerung Québecs.

## Geographie
Die Insel ist 50 km lang, bis zu 16 km breit und besitzt die Form eines Bumerangs (eine Spitze zeigt ungefähr nach Westen, die andere nach Norden). Die Küstenlinie ist 266,6 km lang. Höchste Erhebung der Insel ist der 233 m hohe Mont Royal, der westlichste der Montérégie-Hügel.
Südwestlich der Insel weitet sich der Sankt-Lorenz-Strom in den Lac Saint-Louis aus, verengt sich anschließend zu den Lachine-Stromschnellen und weitet sich zum Bassin de La Prairie aus, bevor er wieder zum Sankt-Lorenz-Strom wird und nordostwärts in Richtung der Stadt Québec fließt. Im Bassin de La Prairie, südlich des Stadtzentrums von Montreal, liegt die Île des Sœurs, östlich des Stadtzentrums befinden sich die Île Sainte-Hélène und die Île Notre-Dame. Durch den Südwesten der Insel zieht sich der 14,5 km lange Lachine-Kanal, der die Stromschnellen umgeht.
Der von Nordwesten her kommende Ottawa-Fluss wird zum Lac des Deux Montagnes, der durch zwei enge Flussarme mit dem Lac Saint-Louis und dem Sankt-Lorenz-Strom verbunden ist. Ein weiterer Abfluss des Lac des Deux-Montagnes, der Rivière des Prairies, fließt entlang der Nordküste der Insel und am nordöstlichen Ende der Insel in den Sankt-Lorenz-Strom; dabei trennt er die Île Jésus mit der Stadt Laval von der Île de Montréal.

## Name
Im Jahr 1535 gab der französische Entdecker Jacques Cartier dem Hügel, der sich auf der Insel befindet, den Namen Mont Royal. Die Insel selbst besaß damals noch keinen Namen. Samuel de Champlain bezeichnete sie 1616 auf einer Landkarte als Ille de Vilmenon, benannt nach dem Sieur de Vilmenon, einem Förderer der Gründer Québecs am Hofe von König Ludwig XIII.
Ab 1632 jedoch nannte Champlain die Insel auf einer anderen Karte Isle de Mont-real. Der neue Name, möglicherweise eine Übertragung aus dem Italienischen, leitete sich nun vom Berg ab. Er übertrug sich dann in der ersten Hälfte des 18. Jahrhunderts auf die Stadt am Fuße des Hügels, die ursprünglich Ville-Marie hieß.
In der Mohawk-Sprache heißt die Insel Tiohtià:ke Tsi, wobei sich dieser Name auf die Lachine-Stromschnellen im Südwesten der Insel bezieht. Auf Algonkin heißt sie Moniang.

## Gemeinden
15 der 16 Gemeinden der Agglomeration Montreal liegen auf der Île de Montréal. Die einzige Ausnahme ist L’Île-Dorval auf der gleichnamigen vorgelagerten Insel.
- Baie-D’Urfé
- Beaconsfield
- Côte-Saint-Luc
- Dollard-Des Ormeaux
- Dorval
- Hampstead
- Kirkland
- Mont-Royal
- Montreal
- Montréal-Est
- Montréal-Ouest
- Pointe-Claire
- Sainte-Anne-de-Bellevue
- Senneville
- Westmount